# Nazionali femminili di pallavolo nordamericane
Le nazionali femminili di pallavolo nordamericane sono poste sotto l'egida della NORCECA: queste nazionali partecipano sia agli eventi organizzati dalla NORCECA, e quindi i campionati continentali, sia a quelli organizzati dall'FIVB.
Le squadre inserite in questo raggruppamento in realtà non sono tutte nordamericane, ma vi sono anche le squadre dell'America centrale e della zona caraibica: attualmente le nazionali facenti capo alla NORCECA sono 35.
Le nazionali più titolate sono quelle di Cuba e degli Stati Uniti; negli ultimi anni ha avuto risultati significativi la Repubblica Dominicana, mentre di seconda fascia sono le nazionali di Messico, Canada e Porto Rico. Le altre squadre hanno un livello di gioco scarso e spesso non partecipano neanche ai campionati continentali.

## Squadre
| - Anguilla - Antigua e Barbuda - Antille Olandesi - Aruba - Bahamas - Barbados - Belize - Bermuda - Canada - Costa Rica |  | - Cuba - Dominica - El Salvador - Giamaica - Grenada - Guadalupa - Guatemala - Haiti - Honduras - Isole Cayman |  | - Isole Vergini Americane - Isole Vergini Britanniche - Martinica - Messico - Montserrat - Nicaragua - Panama - Porto Rico - Rep. Dominicana - Saint Kitts e Nevis |  | - Saint Vincent e Grenadine - Saint Lucia - Stati Uniti - Suriname - Trinidad e Tobago |